# Зелёная Роща (городская администрация Экибастуза)
Зелёная Роща (каз. Зеленая Роща) — село в Павлодарской области Казахстана. Находится в подчинении городской администрации Экибастуза. Входит в состав Аккольского сельского округа. Код КАТО — 552233300.

## Население
В 1999 году население села составляло 384 человека (183 мужчины и 201 женщина). По данным переписи 2009 года, в селе проживало 347 человек (171 мужчина и 176 женщин).